# Gruchet-le-Valasse
 Gruchet-le-Valasse  es una población y comuna francesa, en la región de Alta Normandía, departamento de Sena Marítimo, en el distrito de Le Havre y cantón de Bolbec.

## Demografía
| 1807 | 1855 | 1819 | 2317 | 2787 | 2682 |
| Para los censos de 1962 a 1999 la población legal corresponde a la población sin duplicidades (Fuente: INSEE [Consultar]) |      |      |      |      |      |